# Jay Benedict
Jay Benedict (Burbank, 11 de abril de 1951 — Londres, 4 de abril de 2020) foi um ator norte-americano que atuou em filmes como Batman - O Cavaleiro das Trevas Ressurge e Aliens.

## Biografia
Na década de 1960 mudou-se para a Europa e passou a maior parte de sua vida profissional no Reino Unido. Atuou como pai de Newt (Carrie Henn), Russ, em Aliens, O Resgate, de James Cameron, e como "idiota rico" no último filme da trilogia Batman de Christopher Nolan, O Cavaleiro das Trevas Ressurge. No Reino Unido, foi conhecido por interpretar Doug Hamilton na série britânica Foyle's War e na novela Emmerdale.
Além de sua carreira no cinema, foi também dublador, participando da versão americana do anime Super Nova e do game Spartan: Total Warrior.
Morreu em Londres aos 68 anos de idade por complicações da COVID-19, doença causada pelo novo coronavírus, durante a pandemia.